# Kotasaari (ö i Norra Savolax, Varkaus, lat 62,30, long 27,88)
Kotasaari är en ö i Finland. Den ligger i sjön Haukivesi och i kommunen Varkaus i den ekonomiska regionen  Varkaus ekonomiska region  och landskapet Norra Savolax, i den södra delen av landet, 280 km nordost om huvudstaden Helsingfors. Öns area är 0,1 hektar och dess största längd är 70 meter i nord-sydlig riktning.